# Municipio de Empalme
El Municipio de Empalme es uno de los 72 municipios que conforman al estado mexicano de Sonora. Se encuentra localizado en el sur del estado en la zona del desierto de Sonora y en la costa con el Mar de Cortés. Su cabecera municipal y localidad más habitada es la ciudad de Empalme, mientras que otras importantes son José María Morelos, Santa María de Guaymas, Mi Patria es Primero, La Palma, entre otras. El municipio fue decretado como tal el 19 de agosto de 1953, separándose del de Guaymas.
Según el Censo de Población y Vivienda realizado en 2020 por el Instituto Nacional de Estadística y Geografía (INEGI), el municipio tiene un total de 51,431 habitantes ocupando el puesto 12° de los más poblados del estado, y posee una superficie de 593.22 km². Su producto interno bruto per cápita es de USD 8 558 y su índice de desarrollo humano (IDH) es de 0.7704. Como a la mayoría de los municipios de Sonora, el nombre se le dio por su cabecera municipal.

## Historia como municipio
En el territorio que ocupa el municipio habitaban los nativos de las etnias guaima y yaqui en la época precolombina en la ranchería de Cochórit. Durante la conquista de México y que transcurría la evangelización de la nativos del noroeste del país, esta zona de la costa se usó como arribo de algunas familias y exploradores provenientes de Europa, sobre todo en el puerto de Guaymas. Cerca de 1780, se tenían datos de un asentamiento al sur del territorio llamado La Ladrillera. En 1825 se mencionaba a Cochórit como una de las principales poblaciones de la parroquia de la misión de Guaymas. En 1904 se comenzó con la construcción del una línea de ferrocarril que conectaba inicialmente a Guaymas con Guadalajara, después en 1905 se planificó conectarlo con el ferrocarril de Sonora, en ese lugar del entronque de ambas vías se fundó un asentamiento conociéndose ahí como "Junction" palabra en inglés que significa "unión", que después sería nombrado Empalme, la localidad se formó como una comisaría del municipio de Guaymas. El 8 de mayo de 1937, se creó por primera vez el Municipio de Empalme, gracias a la Ley n.º 29, conservando ese título hasta el 31 de enero de 1940, cuando se suprimió y su territorio volvió a la jurisdicción del de Guaymas, lo anterior se decretó en la Ley n.º 120. Después, el 19 de agosto de 1953 según la Ley n.º 38 se erigió de manera definitiva la municipalidad del Empalme, manteniéndose así hasta la actualidad.

## Geografía
El municipio de Empalme se localiza en el suroeste del estado de Sonora en la zona del desierto de Sonora y la región del valle de Guaymas, limitando también con la costa del Golfo de California o Mar de Cortés, entre los paralelos 27°51' y 280°10' de latitud norte y los meridianos 110°30' y 110°52' de longitud oeste del meridiano de Greenwich, con una elevación mínima de 0 metros sobre el nivel del mar y 300 como máxima. Su territorio ocupa un área de 1723.393 km². Sus límites territoriales son al oeste, norte y este con el municipio de Guaymas, y al sur con el Golfo de California.

### Límites municipales
Tiene límites administrativos y geográficos según su ubicación con:
|                | Norte: Guaymas           |               |
| Oeste: Guaymas |                          | Este: Guaymas |
|                | Sur: Golfo de California |               |

### Topografía e hidrografía
Empalme tiene generalmente un territorio bajo en elevaciones, con pocos accidentes geográficos altos al situarse en el valle de Guaymas, el lomerío se presenta en casi el 99% de la extensión territorial, su elevación más alta es de 300 metros sobre el nivel del mar, esta se encuentra en una pequeña porción de la Sierra Santa Úrsula que cruza el noroeste del territorio. Algunas elevaciones son Cerro Batamotal, Cerro La Cruz, Cerro Tinajas, Cerro Boca Abierta, Cerro Chiltepín, Cerro El Bachoco, Cerro El Tordillo, Cerro Calera, entre otras menores.
La principal corriente de agua es el río San Marcial. El territorio forma parte de la región hidrológica Sonora Sur y de la cuenca hidrográfica Río Mátape.

## Demografía
De acuerdo a los resultados del Censo de Población y Vivienda realizado en 2020 por el Instituto Nacional de Estadística y Geografía (INEGI), la población total del municipio es de 51,431 habitantes; con una densidad poblacional de 86.69 hab/km², y ocupa el puesto 12° en el estado por orden de población. Del total de pobladores, 25,968 son hombres y 25,463 son mujeres. En 2020 había 18,765 viviendas, pero de estas 14,807 viviendas estaban habitadas, de las cuales 5512 estaban bajo el cargo de una mujer. Del total de los habitantes, 1183 personas mayores de 3 años (2.3% del total municipal) habla alguna lengua indígena, mientras que 353 personas (0.69%) se consideran afromexicanos o afrodescendientes.
El 71.39% del municipio pertenece a la religión católica, el 11.48% es cristiano evangélico/protestante o de alguna variante y el 0.02% es de otra religión, mientras que el 17.02% no profesa ninguna religión.

### Localidades
| Localidad                          | Población |
| Total Municipio                    | 51,431    |
| Empalme                            | 38,886    |
| José María Morelos (La Atravezada) | 2342      |
| Santa María de Guaymas             | 1719      |
| Mi Patria es Primero               | 1316      |
| La Palma                           | 1017      |
| Antonio Rosales                    | 964       |
| Cruz de Piedra                     | 922       |
| Úrsulo Galván                      | 778       |
| San Fernando de Guaymas            | 670       |
| Malichita                          | 636       |
| Juan Rodríguez                     | 551       |
| Maytorena                          | 450       |
| Agemar                             | 408       |
| Junelancahui (El Mezquite)         | 405       |

Otras localidades son: Empalme El Álguila (El Ranchito), Cochórit, San Pablo Dos, Cincuenta y Dos, Pozo La Mesteña, Narciso Mendoza, Centro Cristiano DAER AC, El Morgan, entre otras,

## Gobierno
La sede del gobierno municipal se encuentra en su cabecera, la ciudad de Empalme, el ayuntamiento está integrado por un presidente municipal, un síndico, 6 regidores de mayoría relativa y 4 de representación proporcional, elegidos para un periodo de tres años.

### Representación legislativa
Para la elección de diputados locales al Congreso del Estado de Sonora y de diputados federales a la Cámara de Diputados de México el municipio de Empalme se encuentra integrado en los siguientes distritos electorales:
- Local:
  - XIV Distrito Electoral del Congreso del Estado de Sonora con cabecera en Empalme.[11]

- Federal:
  - IV Distrito Electoral Federal de Sonora de la Cámara de Diputados de México, con cabecera en Heroica Guaymas.[12]

### Cronología de presidentes municipales
- (1976-1979): Miguel Verdugo Rojas

- (1979-1982): Marcial Bazúa Vizcarra

- (1982-1985): Ronaldo Camacho Durán

- (1985-1988): Heriberto Lizárraga Zatarain

- (1988-1991): José María Medina Cruz

- (1991-1994): Miguel Gaspar Bojórquez
- (1994-1997): Vladimiro Samaniego Villasana

- (1997-2000): Jesús Ávila Godoy

- (2000-2003): Reynaldo Rodríguez Ortiz

- (2003-2006): Juan Manuel Sauceda Morales

- (2006-2009): Héctor Samuel Rodríguez Sánchez

- (2009-2012): Joel Fuentes Cruz

- (2012-2015): Héctor Moisés Laguna Torres

- (2015-2018): Carlos Enrique Gómez Cota
- (2018-2021): Miguel Francisco Javier Genesta Sesma
- (2021-2024): Luis Fuentes Aguilar
- (2024-    ): Luis Fuentes Aguilar  PVEM  PT  PNA Sonora  PES Sonora